# Iglesia de Nuestra Señora de las Virtudes (La Puebla de Cazalla)
La iglesia Parroquial de Nuestra Señora de las Virtudes situada la Plaza del Cardenal Spínola de La Puebla de Cazalla (Provincia de Sevilla, España) supone por sus características un exponente del devenir histórico del municipio, ya que su origen se remonta al siglo XVI, cuando Juan Téllez de Girón, duque de Osuna, manda construirla bajo esta advocación, al pasar la fortaleza y Castillo de Cazalla al dominio de la casa ducal de Osuna y decidir este repoblarla. 
Por su ubicación, sobre los restos del castillo, en la zona más alta del escarpe, ha sido siempre el principal elemento de referencia del perfil urbano del núcleo desde el entorno medio y lejano, y un elemento determinante de la trama urbana, configurándose en torno a ella el sector más cualificado del pueblo. 
La reconstrucción del inmueble, entre 1821 y 1834, debida al arquitecto Tiburcio Pérez Cuervo, arquitecto madrileño de la Real Academia de Bellas Artes de San Fernando, según la estética neoclásica, por encargo del entonces décimo duque de Osuna, Francisco de Borja Téllez Girón, la hacen ejemplar entre los templos parroquiales de la provincia de Sevilla.

## Historia
El origen de este edificio se remonta a principios del siglo XVI, cuando don Juan Téllez Girón, promete construir una iglesia con el nombre de Nuestra Señora de las Virtudes, una vez que el castillo y fortaleza de Cazalla pasan al dominio de la casa ducal de Osuna y esta decide repoblar la zona. 
En 1809, como consecuencia del mal estado de conservación, se produjo el desplome de la techumbre de la nave central y del evangelio, por lo que los enseres pasaron al Convento de los Mínimos que funcionó como parroquia muchos años. Durante la invasión napoleónica, el templo se utilizó como cuartel, quedando todos los muros llenos de troneras, lo que motivará que una vez terminada la guerra, el décimo duque de Osuna, don Francisco Borja Téllez Girón, ordene en el año 1813, su derribo y el levantamiento de un templo nuevo desde los cimientos. 
El proyecto del nuevo templo se debe al arquitecto madrileño, Tiburcio Pérez Cuervo. Los planos se aprobaron definitivamente en 1821 por la Real Academia de Bellas Artes de San Fernando y las obras comenzaron el 1824, construyéndose la nueva iglesia en el mismo lugar en el que estaba la anterior y aprovechándose los materiales de ésta. 
En 1834 el duque de Osuna dejó de financiar las obras, paralizándose la construcción una vez alcanzada la altura de las cornisas y quedando solamente cubiertas las naves laterales, lo que hizo que el pueblo se movilizara consiguiendo que en 1848 el Ministerio de Gracia y Justicia aprobase el expediente de obras. 
En 1861 es elaborado un nuevo proyecto por el arquitecto diocesano, Manuel Portillo Navarrete, las obras se reanudaron en 1866, prolongándose durante bastante tiempo, ya que hasta el año 1886 no se bendice la iglesia. Será a principios del siglo XX cuando finalicen, pero en 1936, con motivo de la guerra civil, la iglesia es saqueada e incendiada, perdiéndose totalmente la techumbre además de la mayoría de los bienes muebles. 

## Descripción
Se trata de un templo de planta central, de cruz griega, siendo los brazos de la cabecera y de los pies algo más profundos que los laterales. El amplio espacio central se cubre mediante una gran bóveda vaída que alberga un espacio de planta octogonal, a este se adosan cuatro pequeñas capillas de planta semicircular que permiten recuperar la planta cuadrada principal. 
Los brazos del crucero se cubren con bóveda de cañón y a ambos lados de los mismos se disponen otras pequeñas capillas que recuperan el ancho del cuadrado original. El brazo de los pies se estructura en tres naves con dos tramos, la central se cubre con bóveda vaída y se dispone en el primero el coro, los laterales se cubren con bóvedas de aristas. 
La cabecera es de planta rectangular, se cubre con bóveda de cañón y en ella se encuentra ubicado el Retablo Mayor el cual fue realizado con cerámica vidriada en 1945 por Enrique Orce, según el estilo neorrenacentista. Se compone de banco, dos cuerpos y ático, y se articula mediante tres calles separadas por columnas de orden compuesto en el primer cuerpo y pareadas en la calle central. En el segundo cuerpo las calles se articulan por medio de pilastras, teniendo la central además columnas abalaustradas. 
En el primer cuerpo en la calle del Evangelio, se representa por medio de un paño cerámico la escena de La Sagrada Familia y en el de la Epístola, La Huida a Egipto. En la calle central se encuentra un camarín donde se ubica la imagen de la Virgen de las Virtudes 	, obra del escultor León Ortega de 1.948. El segundo cuerpo presenta en sus tres calles unas hornacinas enmarcadas por formas arquitectónicas, da paso al ático donde se representa el tema de La Adoración de los Pastores. El ático se remata por una Cruz de madera y pináculos. 
En el testero del brazo del crucero del lado del Evangelio está situado el Retablo de Nuestra Señora del Rosario, de madera, tallado, dorado y de autor anónimo, realizado en el siglo XVIII según el estilo barroco. Consta de predella, un solo cuerpo y ático, se articula por medio de cinco calles, siendo la central más ancha que las laterales y separadas por estípites. En la zona central se encuentra una hornacina con la imagen de la Virgen del Rosario, realizada a mediados del siglo XX, por Castillo Lastrucci. 
A ambos lados de la cabecera se disponen dos cuerpos que albergan una sala utilizada como salón parroquial, presentan dos tramos de distintas longitudes cubiertos con bóvedas de aristas y sobre ellos se dispone una segunda planta con dependencias ocupadas anteriormente por la vivienda del sacristán y actualmente sin uso. 
Entre estos dos cuerpos del fondo y tras la capilla mayor, se encuentra la torre, a la que se accede por una escalera que presenta un curioso arranque a la imperial que permite el acceso a las dependencias situadas en la primera planta. 
Hacia el exterior la volumetría del templo refleja de forma nítida esta disposición interior. Sobre el conjunto destaca claramente la bóveda central en torno a la cual y a una altura ligeramente menor, se aprecian los cuatro brazos principales, y entre estos, a modo de contrafuertes, se elevan los muros de las pequeñas capillas semicirculares que se levantan bastante por encima de la altura real de estas, y por último, a un nivel ya inferior, aparece el conjunto de las naves y capillas laterales de los brazos de la cruz. Esta disposición de volúmenes en gradiente se recoge mediante la disposición de antepechos de las cubiertas planas que permiten dar una unidad a las líneas de cornisa. Todo este conjunto se remata en la cabecera por el contrapunto de la torre, situada de forma central y que contribuye a enfatizar el edificio en su entorno.